# Паскуотанк (окръг, Северна Каролина)
Окръг Паскуотанк (на английски: Pasquotank County) е окръг в щата Северна Каролина, Съединени американски щати. Площта му е 749 km², а населението – 39 864 души (2016). Административен център е град Елизабет Сити.